# ستيف مورغان
ستيف مورغان (بالإنجليزية: Steve Morgan)‏ (19 سبتمبر 1968 بأولدهام في المملكة المتحدة - ) هو لاعب كرة قدم بريطاني في مركز الدفاع. لعب مع كوفنتري سيتي ونادي بريستول روفيرز ونادي بلاكبول ونادي بليموث أرجايل ونادي بوري ونادي بيرنلي وهال سيتي وويغان أتلتيك ونادي هاليفاكس تاون ونادي ألترينتشام وإف سي هاليفاكس تاون.

## وصلات خارجية
- ستيف مورغان على موقع قاعدة بيانات كرة القدم.إي يو (الإنجليزية)
- ستيف مورغان على موقع عالم كرة القدم.نت (الإنجليزية)